# Alex Mineiro
Alexander Pereira Cardoso, mais conhecido como Alex Mineiro (Belo Horizonte, 15 de março de 1975), é um ex-futebolista brasileiro que atuava como atacante.

## Carreira
Iniciou a carreira no profissional do América Mineiro em 1995. Em 1997, foi transferido para o Cruzeiro.
Entre 1998 e 2001, jogou com a camisa do Vitória, União Barbarense, Bahia, Ceará e novamente o Cruzeiro, clube ao qual possuía contrato. Para a temporada de 2001, seu passe foi negociado entre o clube mineiro e o rubro negro paranaense e uma das moedas de troca foi o lateral-direita Luisinho Netto.
No Atlético Paranaense, foi campeão 
campeão brasileiro de 2001, sendo considerado o grande herói da conquista, pois além dos 8 gols marcados na fase final do campeonato, também foi o artilheiro da competição ao lado de seu companheiro de ataque Kléber Pereira.
Para a temporada 2002 e 2003, jogou no Tigres de la Universidad Autónoma de Nuevo León e retornou ao Brasil em 2004, para jogar no Atlético Mineiro. Em 2005 e 2006, jogou no Kashima Antlers.
Em 2008, foi contratado pelo Palmeiras e pelo clube marcou quinze gols em 23 partidas no Campeonato Paulista e dezenove gols no Campeonato Brasileiro. Após não se acertar com o Palmeiras para renovar seu contrato, foi contratado pelo Grêmio em 18 de dezembro de 2008, fazendo sua estreia oficial em 21 de janeiro de 2009, em partida contra o Inter de Santa Maria, no Estádio Presidente Vargas. O centroavante, no entanto, não marcou gols.
Em julho de 2009, Alex transferiu-se para o Atlético Paranaense. No início de 2010, enfrentou uma série de lesões que o deixaram sem atuar por cinco meses. Voltou a atuar em uma partida oficial no dia 18 de abril, contra o Coritiba; Ainda em 2010, o jogador aposentou-se dos gramados como jogador profissional. 
Em 2012, fez parte do time montado pelo Bairro Alto para participar do futebol amador de Curitiba.
Em 12/07/2023 foi preso por não pagamento de pensão alimentícia em Confins, na Região Metropolitana de Belo Horizonte. A dívida é de R$ 37 mil. O jogador foi encontrado em um condomínio fechado, após mandado expedido pela 4ª Vara da Família na capital mineira. 

## Estatísticas
| Clube     | Competição               | Jogos | Gols |
| --------- | ------------------------ | ----- | ---- |
| Palmeiras | Campeonato Paulista 2008 | 23    | 18   |

## Títulos

### Como jogador
Palmeiras
- Campeonato Paulista: 2008

Atlético Paranaense
- Campeonato Paranaense: 2001
- Campeonato Brasileiro: 2001
- Super Campeonato Paranaense: 2002

Cruzeiro
- Campeonato Mineiro: 1997
- Copa Libertadores da América: 1997

## Artilharias
Palmeiras
- Campeonato Paulista: 2008 (15 gols)

## Prêmios
- Bola de Ouro: 2001
- Seleção do Campeonato Brasileiro (Bola de Prata): 2001
- Artilheiro do Campeonato Paulista de 2008: 15 Gols
- Melhor 1º Atacante do Brasileirão (Prêmio Craque do Brasileirão): 2008
- Seleção do Campeonato Brasileiro (Prêmio Craque do Brasileirão): 2008